# Amandus Ivančič
Amandus Ivančič (také Ivanschiz, Ivanschicz, Ivantzitz, Ivanschitz, Ivanczitz, Ivancsics, Ivanschütz; křestní jméno také Amando (pokřtěn Matthias Leopold dne 24. prosince 1727, Vídeňské Nové Město – před 29. prosincem 1762, ?), rakouský hudební skladatel, nejspíše chorvatského původu.

## Život
Jeho otec pocházel z Burgenlandu, z vesnice Pajngerta, v té době obývané převážně Chorvaty. Ještě ve Vídeňském Novém Městě vstoupil do Řádu svatého Pavla Prvního Poustevníka (paulíni). V klášteře získal hudební vzdělání. Vysvěcen na kněze byl 15. listopadu 1750. Podle církevních dokumentů, hrál na varhany během zasvěcení nového nástroje 5. března 1750 v katedrále Vídeňského Nového Města. V letech 1755–1758 žil v klášteře Mariatrost ve Štýrském Hradci. O dalších životních osudech není nic známo.
Mnoho jeho skladeb se dochovalo v klášterních archivech v českých zemích (Strahov, u křižovníků v Praze, Mělníce, Oseku, Nové Říši, u augustiniánů v Brně, Frýdku, Dubu nad Moravou, v Lipníku nad Bečvou, Kroměříži, Kvasicích aj. To vedlo některé muzikology k závěru, že alespoň po jistou dobu žil v Čechách. Ve světle současných pramenů se to však nezdá být pravděpodobné.

## Dílo
Celkem se v rukopisech v kostelních, klášterních a šlechtických hudebních sbírkách dochovalo na 100 světských i církevních skladeb. Nejvíce v Rakousku, Čechách, na Slovensku a v Německu, ale také v Maďarsku, Belgii a Slovinsku a Chorvatsku. Podle dnešních znalostí zkomponoval 22 symfonií, 16 komorních skladeb, 21 mší, 20 loretánských litanií, 7 oratorií a kantát, Te Deum, moteta a 6 Mariánských antifon. Velké množství kopií jeho děl, rozesetých po Evropě, svědčí o značné oblibě. Úplný soupis známých skladeb je obsažen v disertační práci
D. Pokorna
Jeho dílo tvoří přechod od pozdního baroka ke klasicismu a v jeho hudbě se mísí charakteristiké znaky obou období. Zejména jeho symfonie vzniklé kolem rokiu 1760 mají značnou důležitost pro vývoj této hudební formy. Zhruba polovina jeho symfonií je čtyřvětá a polovina třívětá. První věta bývá rychlá, v raně klasické sonátové formě. Druhá věta je pomalá a dvoudílná, třetí menuet s triem a čtvrtá má buď sonátovou formu nebo rychlé dvoudílné finále. Orchestr je zpravidla pouze smyčcový (bez kontrabasů), v několika případech rozšířený o dvě trubky a dva lesní rohy. Zvláštností je Symfonie č. 2 C-dur, kde jsou použity i varhany.
Komorní skladby patří k tradičním barokním triovým sonátám pro dva sólové nástroje (housle a violu, flétnu a violu, nebo dvoje housle) a generální bas (violoncello, cembalo).
Mše jsou poměrně rozsáhlé skladby pro čtyři sólisty, sbor, orchestr a varhany. Střídají se pasáže homofonní i polyfonní. Sólové party mají i koloraturní části, v té době spíše obvyklé v operní hudbě.
Oratoria mají kratší rozsah. Jsou zpravidla třídílná: orchestrální předehra, recitativ a árie v operním stylu a závěrečný sbor. Složitější je struktura duchovní kantáty Gemitus Crucifixi Jesu Nazareni. Po vzoru pozdně barokních kantát má orchestrální úvod v sonátové formě, čtyři árie s recitativy a závěrečný sbor. 
V posledních letech se obnovil zájem o Ivančičovo dílo a jeho skladby jsou publikovány v nových vydáních a uváděny na koncertech